# Cầu Vân Tiên
Cầu Vân Tiên là một cây cầu bắc qua sông Voi Lớn trên tuyến cao tốc Vân Đồn – Móng Cái, nối liền hai huyện Vân Đồn và Tiên Yên thuộc tỉnh Quảng Ninh, Việt Nam.
Theo thiết kế, cầu có chiều dài 1.515 m, có kết cấu vĩnh cửu bằng bê tông cốt thép gồm 3 nhịp đúc hẫng khẩu độ (55+90+55)m và 32 nhịp SuperT, mặt cầu rộng 25,25 m, đạt tiêu chuẩn đường cao tốc cho phép 4 làn xe ô tô lưu thông với tốc độ 120 km/h và 2 làn dừng khẩn cấp.
Công trình có tổng mức đầu tư gần 800 tỷ đồng, được khởi công vào đầu năm 2021 và hợp long vào ngày 5 tháng 12 cùng năm. Đây là cây cầu dài nhất tỉnh Quảng Ninh tính đến thời điểm hiện nay.